# حبس اللون
في الديناميكية الكوانتية أو الكمية حبس اللون يسمى أيضا الحبس، هو ظاهرة أن الجسيمات مشحونة اللون مثل الكواركات والغلوونات لا يمكن عزلها وبالتالي يصعب تعقبها في الظروف العادية تحت درجة 2 تريليون كلفن والتي يعادلها 130-140 ميلي فولت لكل جزء. الهادرونات هي بالأساس متكونة من الكواركات والغلوونات. الهدرون نوعان أساسيان وهما الميزون (كوارك واحد، مضاد للكوارك) والباريون (ثلاثة كواركات) ضف إلى ذلك الغلوبالز عديمة اللون والتي تتكون بالأساس من الغلوونات متناسقة مع الحبس ولكن تبقى الصعوبة في تجربة فصل الكواركات والغلوونات عن الهادرون الأصل التي لا يمكن أن تقع الا بإنتاج هادرونات جديدة.

## الأصل
لا يوجد حتى الآن أي دليل تحليلي على حجز اللون في أي نظرية قياس غير أبيلية، ويمكن فهم هذه الظاهرة نوعياً من خلال ملاحظة أن الغلوونات (في الديناميكية الكمية) الحاملة للقوة لها شحنة لون، على عكس فوتونات الديناميكا الكهربية الكمية. في حين ينخفض المجال الكهربائي بين الجسيمات المشحونة كهربائيًا بسرعة عندما يتم فصل هذه الجسيمات، فإن حقل الغلوون بين زوج من الشحنات الملونة يشكل أنبوبًا ضيقًا أو سلسلة بينهما. لحقل الغلوونات، فإن القوى القوية بين الجسيمات ثابتة بغض النظر عن فصلها.
لذلك، عندما يتم فصل شحنتين ملونتين، يصبح في بعض الأحيان مواتياً بقوة لزوج الكوارك - الكوارك الجديد، بدلاً من تمديد الأنبوب. ونتيجة لذلك، عندما يتم إنتاج الكواركات في مسرعات الجسيمات، وبدلاً من رؤية الكواركات الفردية في أجهزة الكشف، يرى العلماء «جتارات» للعديد من الجسيمات المحايدة للون (الميزونات والباريونات)، مجمعة معًا. تسمى هذه العملية بالهدرون، أو التجزئة، أو كسر السلسلة.
عادةً ما يتم تحديد مرحلة الحصر من خلال سلوك حركة حلقة ويلسون، والتي هي ببساطة المسار في الزمان والمكان المتبع من قبل زوج الكوارك-مضاد الكوارك الذي يتم إنشاؤه في نقطة واحدة وإبادته في نقطة أخرى. في نظرية غير حصر، يكون عمل هذه الحلقة متناسبًا مع محيطه. ومع ذلك، في نظرية حصر، فإن عمل الحلقة يتناسب عوضا عن منطقته. بما أن المنطقة متناسبة مع فصل زوج الكوارك - مضاد الكوارك، يتم منع الكواركات الحرة بينما يُسمح بالميزونات في مثل هذه الصورة، حيث تحتوي الحلقة التي تحتوي على حلقة أخرى ذات اتجاه معاكس على مساحة صغيرة فقط بين الحلقتين.

## نماذج عرض الحبس
بالإضافة إلى أربعة أبعاد الزمان والمكان، فإن نموذج شوينجر ثنائي الأبعاد يعرض أيضا الحبس كما تُظهِر نظريات المقياس الإبيلياني (abélien) المدمجة أيضاً في 2 و 3 أبعاد الزمان والمكان. تم العثور على الحبس في الآونة الأخيرة في الإثارات الأولية للأنظمة المغناطيسية المسماة الغزل.

## نماذج من الكواركات تم فحصها بشكل كامل
إلى جانب فكرة حبس الكوارك، هناك احتمال أن يتم فحص شحنة اللون من الكواركات بشكل كامل بواسطة لون الغلويونيك المحيط بالكوارك. تم العثور على حلول دقيقة لنظرية يانغ-ميلز الكلاسيكية التي توفر الفحص الكامل لشحنة اللون من الكوارك. ومع ذلك، فإن مثل هذه الحلول الكلاسيكية لا تأخذ في الاعتبارالا الخصائص المهمة ولذلك فإن مثل هذه الحلول التي تفحص بشكل كامل الكوارك ليست واضحة.

## سلسلة الديناميكا الكمية
في الديناميكا الحرارية الكوانتية (أو عموما نظريات المقياس الكمي)، إذا حدث اتصال بالألوان، فمن الممكن أن تتشكل درجات سلسلة من الحرية تسمى سلاسل الديناميكا الكمية أو أنابيب تدفق الديناميكا الكمية. هذا المحفز الذي يشبه الوصلات هو المسؤول عن حبس رسوم اللون لأنه مرتبط دائماً بسلسلة واحدة على الأقل تظهر التوتر. يمكن التنبؤ بوجودها من نماذج رغوة الشبكة المزدوجة التي تدور لتقريب جيد بشكل مدهش. يتم وصف هذه السلاسل بشكل ظاهري مما يجعلها سلاسل غير مهمة.